# Горобіївка (Прилуцький район)
Горобії́вка (Вороб'ї, Вороб'ївка, Оробіївка) — станове козацьке село в Україні, у Прилуцькому районі Чернігівської області. Населення — 420 осіб. Входить до складу Срібнянської селищної громади.

## Географія
Село Горобіївка знаходиться за 12 км від центру громади та за 40 км від залізничної станції Прилуки. Село у широкій долині, що утворена злиттям річки Крива Верба з притокою Лисогору — Глинною. Заболочена Глинна дотикається до села з північного сходу, а з півдня і заходу село захищається гористою дугою, порізаною ярами.
На дві рівні частини село перерізує вузький яр, що тягнеться з півдня на північ. Колись це була річка-притока Глинної, під назвою Крива Верба, яка живилась джерелами Литчиного Лісу та Яремишиної долини. Крива Верба була справжньою річкою, майже в самому початку її було збудовано водяний млин. А тепер це лише яр, який засаджено вербами і закінчується ставком. Місцевість горбиста, у давнину була густо покрита лісами, віддалена від центральних доріг.

## Історія
Першу картографічну згадку про село можна знайти в роботі французького інженера Боплана 1648 року, де село має назву Worobie. Інша згадка датується 1666 роком під час перепису,  проведеного Московією на території Гетьманщини. Входила до Варвинської, з 1761 — до Друговарвинської сотні Прилуцького полку, до Глинського повіту (1782-96), до Прилуцького повіту (1797—1923), до Срібнянського району Прилуцької округи (1923—1930).

### Походження назви
Заснування села Горобіївка припадає на другу половину XVI сторіччя. Легенда розповідає, що в цей час два брати — козаки поселилися на правому березі річки Глинної. Місце поселення по імені старшого з братів Савви назване Савинцями. Згодом молодший влаштував своє житло на колишньому острові — на тій частині села Горобіївки, що здавна називається Кутком. За спосіб переселення через річку — «як горобець перелетів» — засновника села прозвано Горобцем, а місце поселення — Горобіївкою.
Назва села дещо змінювалась: Воробьї — Орабьевка — Орабиевка. У 1920-х роках назва села змінюється на Горобіївка.

### Гетьманщина
Знаходячись в стороні від головних доріг село не було місцем визначних історичних подій. Ось чому на відмину від недалеких сусідів (Дігтярів, Срібного, Варви) звісток про Горобіївку обмаль.
1666 — 11 господарств селян, з них 4 господарства «орали на 6-ти волах», 5 господарств «середньої статі орали на 4-х волах» та 2 господарства «меншої статі орали на 2-х волах»; козаки не показані. Вільне військове село, «до ратуші Варвинської прислушаюче».
1732 гетьман Данило Апостол надав Горобіївку на ранг генеральному судді Ф. Лисенку з 3 селянськими дворами.
1737 Горобіївка знову стала вільним селом; у цей час у селі налічувалося 3 госп. селян, 63 госп. козаків (19 виборних, 44 підпомічників).
У 2-й пол. 18 ст. селян скуповували різні власники; так, у 1764 — 5 душ чол. статі селян належали прилуцькому полковнику Григорію Ґалаґану.
У переписі за 1780 рік в селі значиться: селян — 29 дворів, козаків — 55 дворів (140 хат). Власниками селян були: графиня А. Розумовська — 2 двори (4 хати), колезький асесор Б. О. Брежинський — 3 двори (4 хати), «полковниця» Тарновська — 1 двір (1 хата), «сотничка» Кониська — 1 двір (3 хати), колезький асесор І. Гр. Ґалаґан — 1 двір (3 хати); «попівських» підсусідків — 2 двори (4 хати). 
Входило до Варвинської сотні Прилуцького полку а з 1781 р. Глинського повіту Чернігівського намісництва,

### Імперський період
Є на мапі 1787 року як Вороб'ї.
З ростом землеволодінь на початку XIX ст. створювалися поміщицькі економії. Але Горобіївка в основному була заселена козаками. Певне тому поміщицьких економій в селі не було, лише близько 200 десятин горобіївських земель належали поміщикові Зельмицю, економія якого була в Подолі. Але згодом, особливо після реформи 1861 року, у селі з'являється багато дрібних землевласників, яким до Жовтневий переворот 1917 належали основні земельні угіддя.
1797 наліч. 480 душ чол. статі податкового населення; діяла дерев'яна Михайлівська церква (перша церква збудована до 1730).
У 1859 році у казеному селі Оробієвка ( Воробьевка ) була церква та 185 дворів де жило  1664 особи (825 чоловічої та 839 жиночої статі)
У 1861-66 pp. селяни Горобіївки підпорядковані Савинському Волосному правлінню тимчасовозобов'язаних селян, а козаки Іванківському Волосному правлінню відомства Палати державного майна. Після реорганізаці ї волостей Горобіївка у 1867 році увійшла до нової Іванківської вол. 2-го стану.
В 1881 році кількість населення становила 1789 осіб[джерело?].
У 1886 в Горобіївці було 35 дворів селян-власників, які входили до сільської громади Зельмиця, 238 дворів козаків, 2 двори міщан та іншиї, 300 хат, 1640 мешканців; діяли: нова дерев'яна церква (1856), початкове однокласне училище (засновано у 1865 року, у віданні земства з 1872), шинок, 2 кузні , 25 вітряків, 5 олійниць.
Звістка про революційні події 1905 р. викликали серйозні заворушення в селі Горобіївка. Селяни-бідняки виступали проти великих землевласників. Організаторами цих виступів були: Кузьменко К. І., Побідаш, Демченко М. М. та інші.
1910 — 333 госп., з них козаків 274, селян — 46, євреїв — 3, ін. непривілейованих — 1, привілейованих — 9, наліч. 1999 ж., у тому числі 11 теслярів, 9 кравців, 2 шевці, 2 ковалі, 4 ткачі, 11 поденників, 11 займалися інтелігентними та 117 — ін. неземлеробськими заняттями, все інше доросле населення займалося землеробством. 2341 дес. придатної землі. 
У 1911 році у селі Оробиевка була Михайлівська церква, земська школа та жило  1873 особи (942 чоловічої та 931 жіночої статі)
Земське однокласне училище містилося в будинках, збудованих у 1897 і 1913; в ньому навчалося 84 хлопч. і 47 дівчат (1912); діяла дерев'на Михайлівська церква (у рад. період закрита). Землевласниками були: Г. П. Ґалаґан, С. М. Галенкіна, В. Д. Іваненко.

### Визвольні змагання 1917—1920 років
1917 село увійшло до складу УНР. Проте російські комуністи почали інтервенцію проти України, час від час навідуючись до села. Стабільна радянська влада встановлена у 1921 року, після активної фази Українсько-більшовицької війни.

### Радянський період
У 1923-30 рр. Горобіївка — центр сільради. 1925 — 421 дворів, 2095 мешканців ; 1930 — 390 дворів, 1860 мешканців. 1929 комуністи вдалися до терору проти незалежних господарників. 1932 ця акція переросла у систематичне вилучення всіх їстівних запасів у селян та доведення їх до голоду. Жертва голодної смерті стали переважно старші люди та діти.
Після початку Другої світової війни була проведена загальна мобілізація. Людей залучали до будівництва оборонних укріплень в районі Ромни-Дмитрівка.
17 вересня 1941 року Горобіївка була окупована німецькими військами. Bcі жителі працювали в общині. За наказом німецької влади поліцаї стратили голову сільської ради Панченка Андрія Свиридовича та його дружину Ганну Василівну, інструкторів райкому партії Даниленка Григорія Кузьмовича та Радченка Івана Потаповича, колишнього голову колгоспу Падалку Федота Григоровича. Також були страчені Панченко Іван Павлович (секретар райкому), Єременко Іван Кузьмович, Коваленко Михайло Олександрович, Шевченко Василь Дмитрович, Денисенко Олександр Евдокимович та багато інших.
23 лютого 1943 поліцаї за наказом коменданта спалили живцем у школі села Срібне 682 чоловіка мирного населення, включаючи людей похилого віку, жінок та дітей. У тому числі загинуло 83 мешканця села Горобіївки.
За мужність та героїзм, проявлені при форсуванні Десни, Дніпра та Прип'яті був відзначений уродженець села Горобіївка Радченко Василь Іванович, якому було присвоєно звання Героя Радянського Союзу. Багато воїнів з Горобіївки було нагороджено орденами і медалями, у тому числі: Петренко В. К., Ігнатенко М. Т., Яременко В. І., Некділько О. Л., Шевченко П. П., Радченко С. А., Падалка А. О., Падалка М. О. та інші.

### Післявоєнні роки
В селі побудовано автономну електростанцію на дизельному двигуні (1957), два чотирьохрядні корівники (1960), пташник на 6000 кур (1963), баню, дитячий садок, контору, школу та нові магазини.
За трудову старанність свинарка Неліпа Марія Михайлівна була нагороджена орденом Леніна, а завідувач ферми Петренко Василь Кузьмич — орденом Червоного Прапора.

### Доба незалежності
1996 — 265 дворів, 618 мешканців.
До 2017 року орган місцевого самоврядування — Горобіївська сільська рада, якій було підпорядковане с. Точене.

## Відомі люди
- Погибко Опанас Іванович — український виноградар, приятель Михайла Коцюбинського.
- Радченко Василь Іванович — Герой Радянського Союзу.